# كلا (عشر ستاق)
کلا (بالفارسية: کلا) هي قرية تقع في إيران في قسم عشر ستاق الريفي. يقدر عدد سكانها بـ 153 نسمة بحسب إحصاء 2016.